# Lastva (Cetinje)
Pour les articles homonymes, voir Lastva.
Lastva (en serbe cyrillique : Ластва) est un village du sud du Monténégro, dans la municipalité de Cetinje.

## Démographie

### Évolution historique de la population[1]
| 1948 | 1953 | 1961 | 1971 | 1981 | 1991 | 2003 |
| ---- | ---- | ---- | ---- | ---- | ---- | ---- |
| 342  | 367  | 317  | 301  | 118  | 60   | 34   |